# Araneus cavaticus
Araneus cavaticus es una especie de araña del género Araneus, tribu Araneini, familia Araneidae. Fue descrita científicamente por Keyserling en 1881.
Se distribuye por Canadá y Estados Unidos. La especie se mantiene activa durante los meses de enero, mayo, junio, julio, agosto, septiembre, octubre, noviembre y diciembre.